# Charles-Emmanuel de Warnery
Charles-Emmanuel de Warnery (* März 1720 in Morges, Kanton Waadt, Schweiz; † 8. Mai 1786 in Breslau) war ein Husarengeneral und Militärtheoretiker. Er diente unter anderem im Siebenjährigen Krieg für Friedrich den Großen.

## Leben
Warnery wurde im März 1720 in Morges im Schweizer Kanton Waadt geboren. Im Alter von vierzehn Jahren trat er in den Dienst des Königs von Sardinien ein. Mit Beginn des Siebenjährigen Krieges wechselte er in die Dienste von Preußen, wo er in den Rang eines Oberstleutnants erhoben wurde. Er führte mit seinen Puttkamer Husaren einen Überraschungsangriff auf die Burg Stolpen an und nahm diese ohne größere Gegenwehr ein. Dieser Angriff machte ihn berühmt, denn er soll dabei den ersten Schuss im Siebenjährigen Kriege abgefeuert haben. Im weiteren Verlauf des Krieges wurde er in den Adelstand erhoben und erhielt den Pour le Mérite für seine Leistungen in der Schlacht bei Lobositz im Jahre 1756.
Bei der Kapitulation der Festung Schweidnitz im Herbst 1757 geriet er in österreichische Kriegsgefangenschaft. Nach seiner Rückkehr aus dieser ließ er sich auf eigenen Antrag vor ein Kriegsgericht stellen und wurde freigesprochen. Als er dieses Verfahren auch für die anderen Generäle, die an der Kapitulation der Festung beteiligt waren, forderte, zog er sich den Unwillen des Königs zu und musste seinen Dienst für Preußen quittieren.
Daraufhin zog er sich vorerst ins Privatleben zurück. Der polnische König Stanislaus Poniatowski ernannte ihn zum General und Generaladjutant. Er lebte auf seinem Gut in Langenhof bei Oels Schlesien, welches seine Frau Louise Henriette von Koschenbahr aus dem Haus Obernigk (* 19. Februar 1725; † 20. März 1799) in die Ehe eingebracht hatte. Im Jahre 1786 verstarb er in Breslau.

### Familie
Er heiratete Louise Henriette von Koschenbahr (* 19. Februar 1725: † 20. März 1799). Das Paar hatte mehrere Kinder:
- Wilhelm Johann August (1748–1749)
- Johanna Louise Charlotte (1749–1749)
- Johanna Louise Amalia (1750–1751)
- Carl Emanuel (1751–1751)
- Louise (1752–1811) ⚭ N.N. von Perthenau
- Wilhemine (* 1754) ⚭ N.N. von Ostrowsky
- Ernst Carl August (* 1757)
- Wilhelm Adolph „Gottfried“ Heinrich (1761–1767)
- Christian Heinrich (1763–1818) ⚭ Charlotte Friederike Auguste von der Groeben (1787–1871), Tochter von Karl Ernst August von der Groeben

## Wirken als Schriftsteller
In seiner Zeit erreichte er große Aufmerksamkeit mit seinen militärischen Abhandlungen, die er in seiner Muttersprache dem Französischen verfasste. Sie wurde jedoch teils auch gegen seinen ausdrücklichen Willen ins Deutsche aber auch in die englische Sprache übersetzt. In seinen Werken befasste er sich sowohl mit dem zeitgenössischen Kriegswesen als auch mit dem der Antike. Er verfasste ebenfalls mehrere Abhandlungen über die Feldzüge Friedrichs des Großen, dabei wurde ihm selbst von Zeitgenossen vorgeworfen, dass er sein Verhältnis zum König nicht mit der ausreichenden Neutralität in die Werke einfließen ließ.
- Campagnes de Frédéric II, roi de Prusse: de 1756 à 1762, Digitalisat
- Commentaires sur les Commentaires du Comte de Turpin sur Montecuculi  Teil 1, Teil 2
- Remarques sur plusieurs auteurs militaires, Digitalisat